# Егерський замок
Егерський замок (угор. Egri vár) — середньовічний замок в угорському місті Егер, відомий своєю героїчною обороною від турків у 1552 році. Розташований у східній частині — історичному центрі міста Егера на Фортечному пагорбі та є головною визначною пам'яткою міста.

## Історія

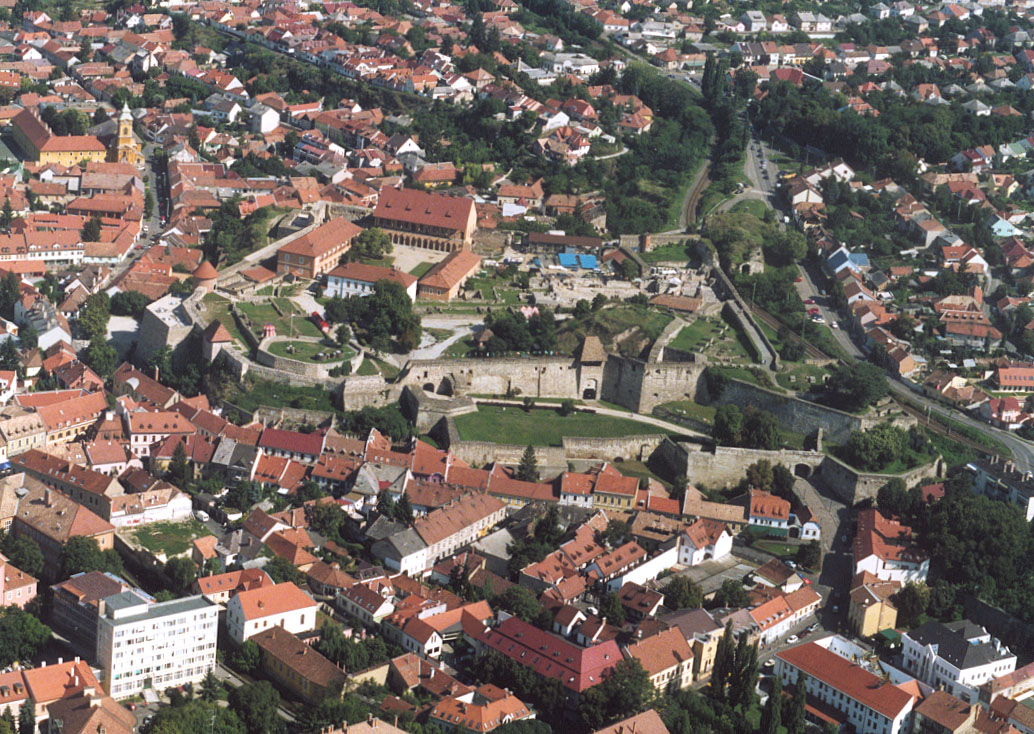

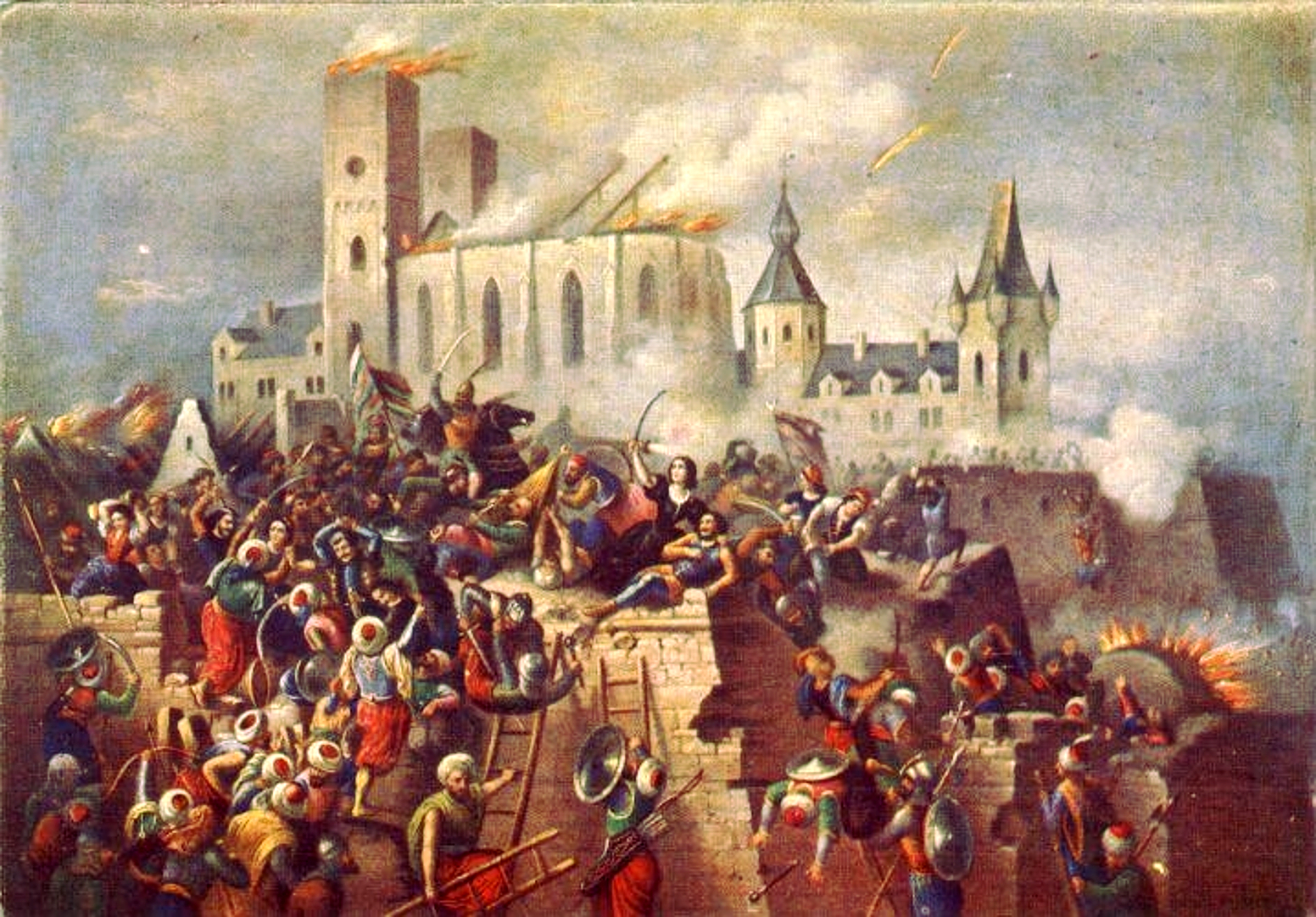
Облога Еґерської фортеці турками у 1552 році. Художник Бела Візкелеті

Егерський замок був збудований у XIII столітті Егерським єпископом, після того, як місто було сплюндроване під час монгольської навали. У XIV-XV століттях замок розбудовувалась, всередині було зведено кілька будівель, включаючи готичний єпископський палац і собор, який не зберігся до наших днів. На початку XVI століття замок був перебудований і набув своїх сучасних форм. 
9 вересня 1552 року турецька армія на чолі з Кара Ахмедом-пашею та Мехмед-пашою Соколовичем чисельністю близько 40 тисяч вояків з 16 важкими та 150 іншими гарматами взяла замок в облогу. Фортецю обороняли понад 2 тисяч захисників на чолі з капітаном Іштваном Добо. Незважаючи на велику перевагу в чисельності, турки не змогли взяти замок і змушені були відступити 18 жовтня 1552 року, зазнавши важких втрат. 
Нова турецька облога, розпочата у 1596 році, призвела до падіння замку; Еґер увійшов до складу Османської імперії, де перебував до 1687 року, коли турки були вигнані австрійською армією. 
У 1701 році в ході придушення повстання куруців під проводом Ференца II Ракоці австрійська армія підірвала частину стін Егерського замку. З часом австрійці, аби Егер не став осередком угорського опору, зруйнували мури замку. Будівлі замку перетворили на військові казарми, які проіснували до 1957 року. 
Протягом 1980 — 2005 років у замку були проведені відновлювані роботи. Нині територія Егерського замку є музейним комплексом. У будівлі єпископського палацу розташований музей Іштвана Добо, виставка історії Еґеру з виставкою зброї, виставка знарядь середньовічних тортур, підземелля замку з лапідарієм та музеєм воскових фігур, монетний двір та картинна галерея. Відкриті для відвідування туристами бастіони замку та підземні каземати. 
У 1922 році в замку був похований письменник Ґеза Ґардоні, який збирав розповіді про героїчну оборону цієї твердині від турків 1552 року. На основі зібраного матеріалу він написав роман «Зірки Еґера». У 1968 році роман був екранізований режисером Золтаном Варконі.

## Галерея

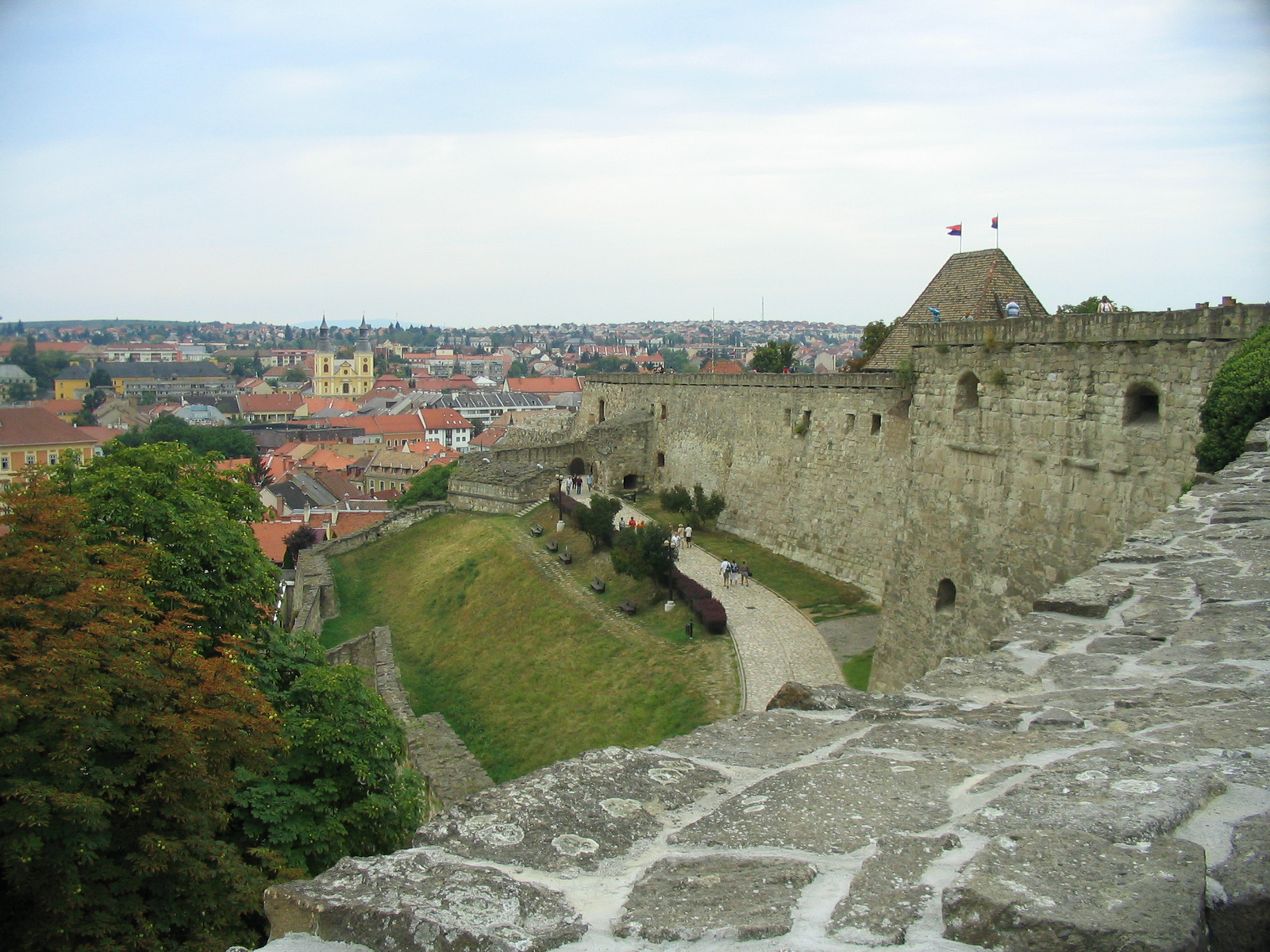
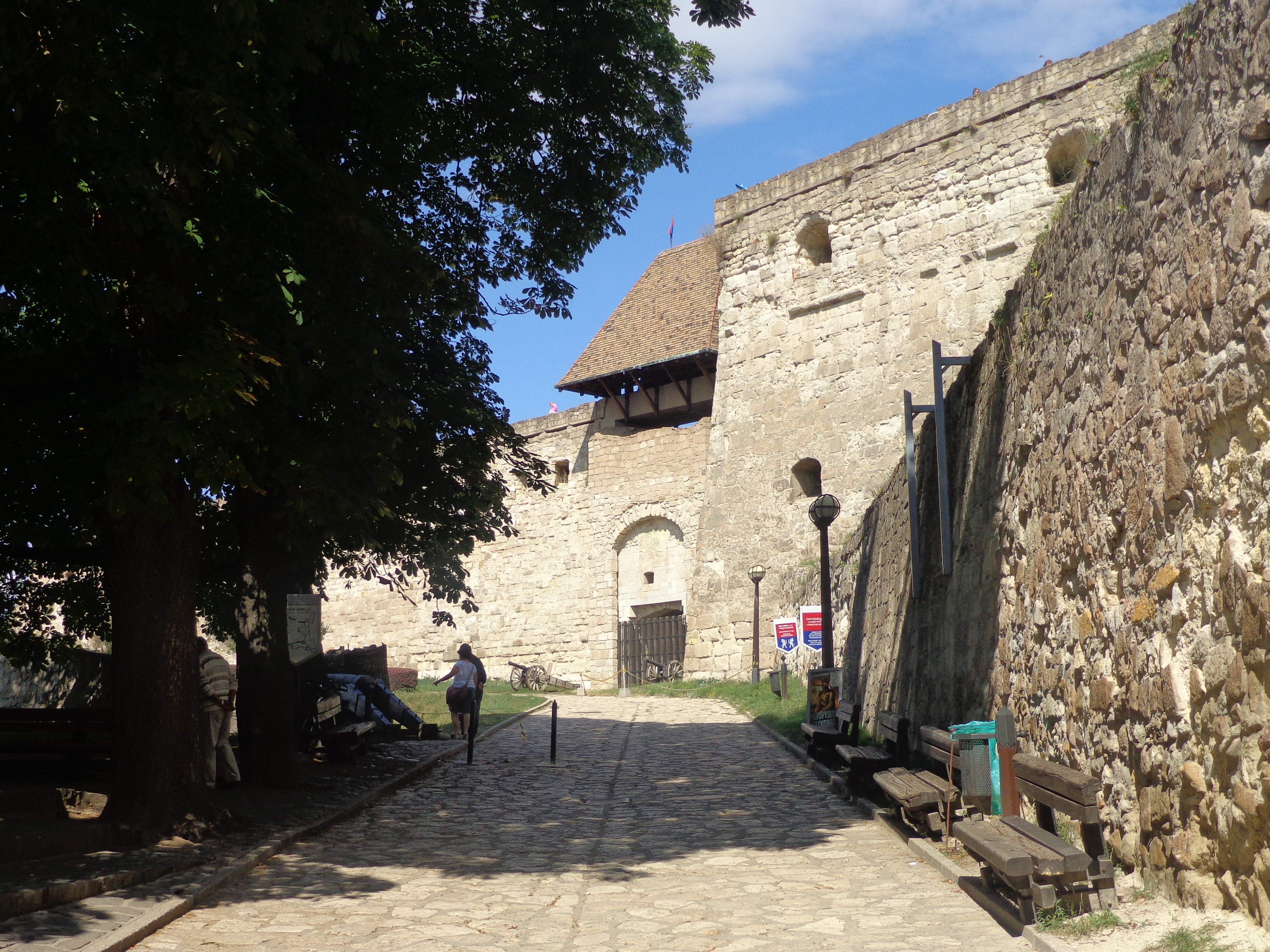
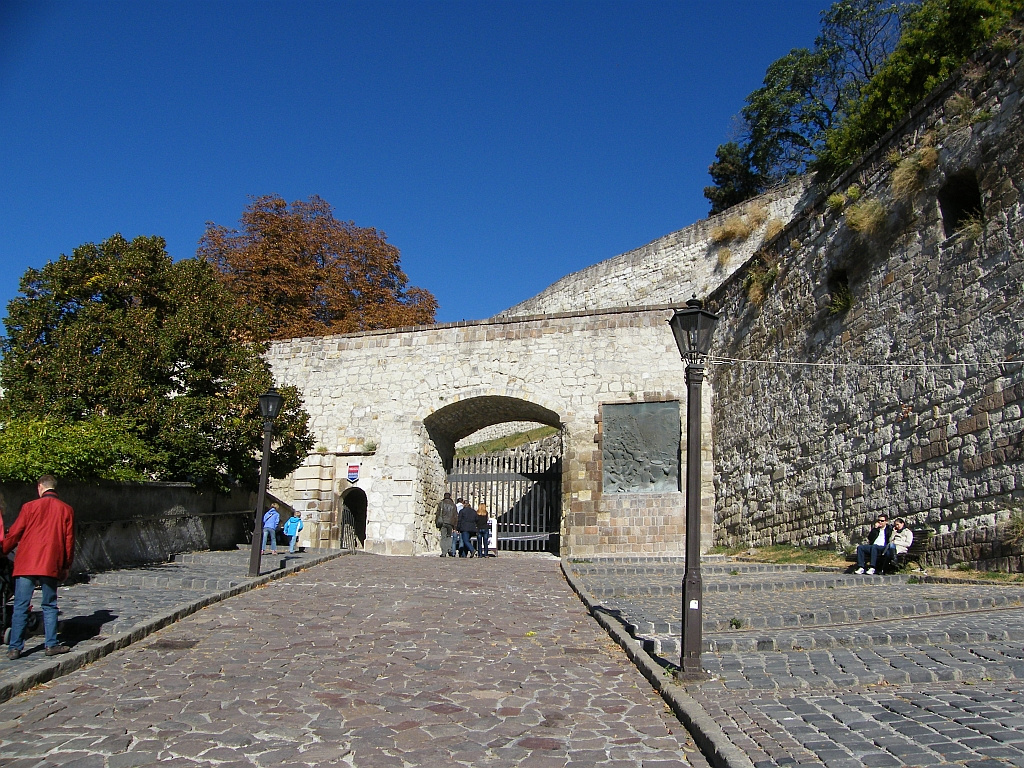
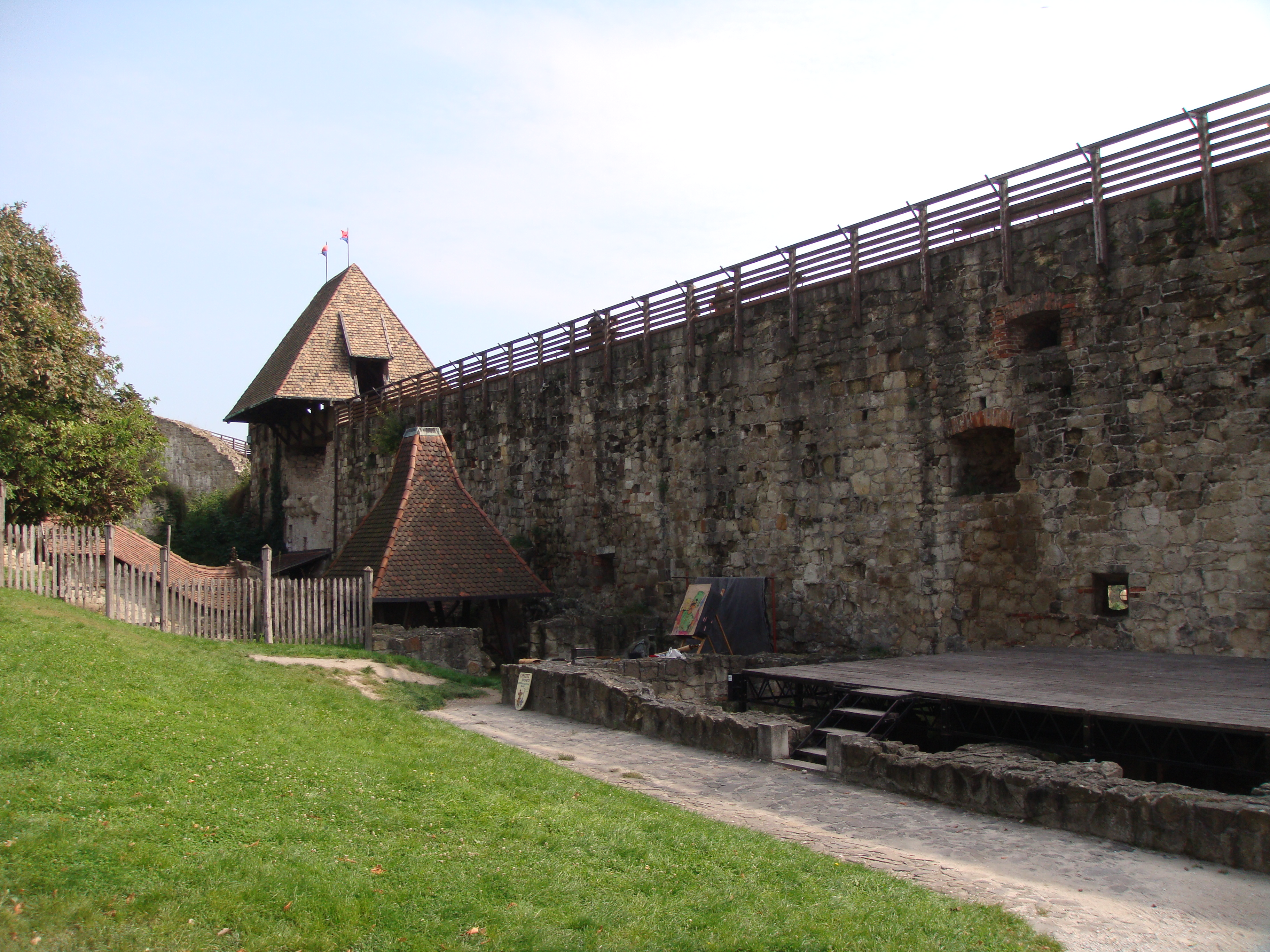
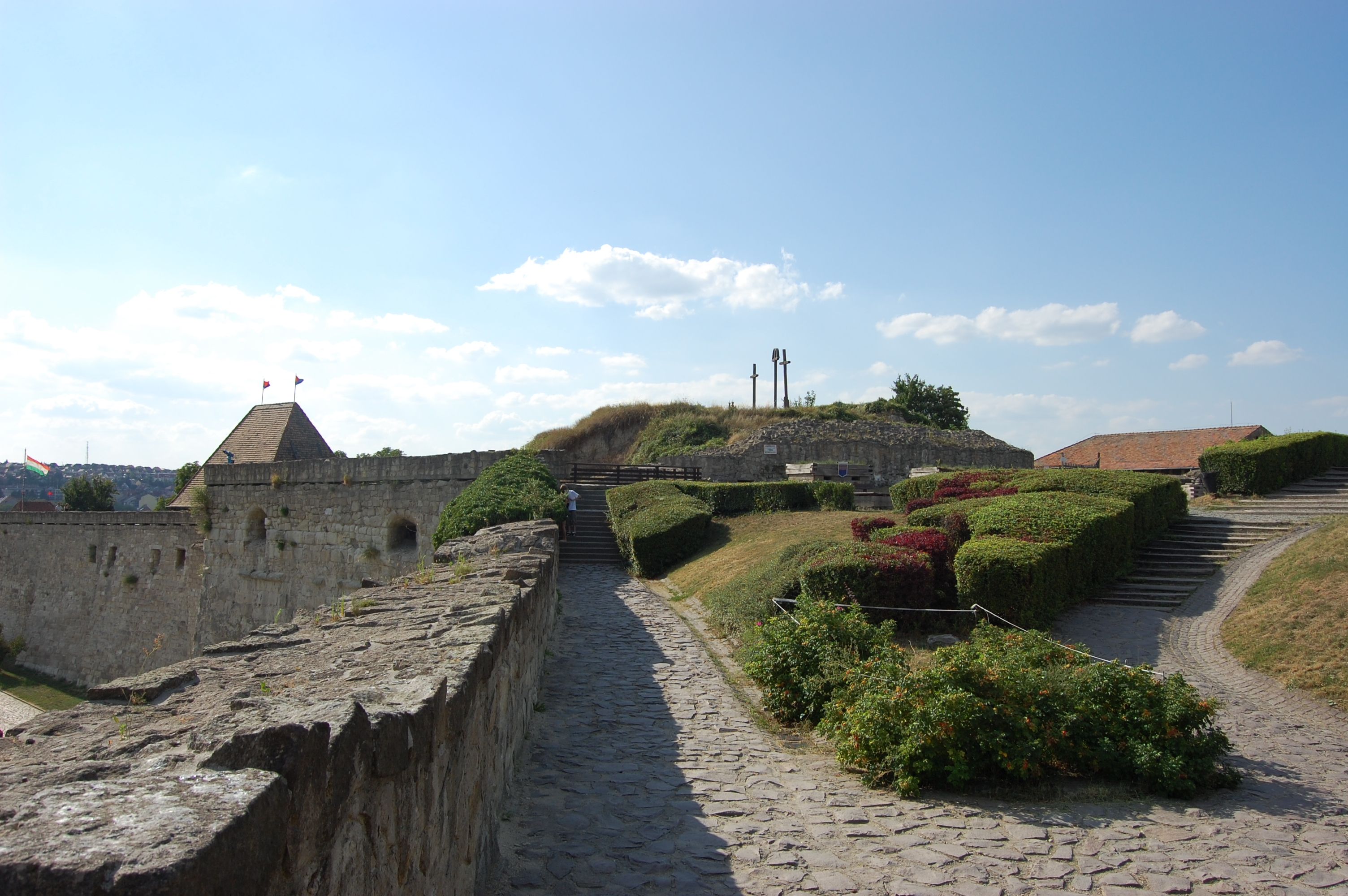
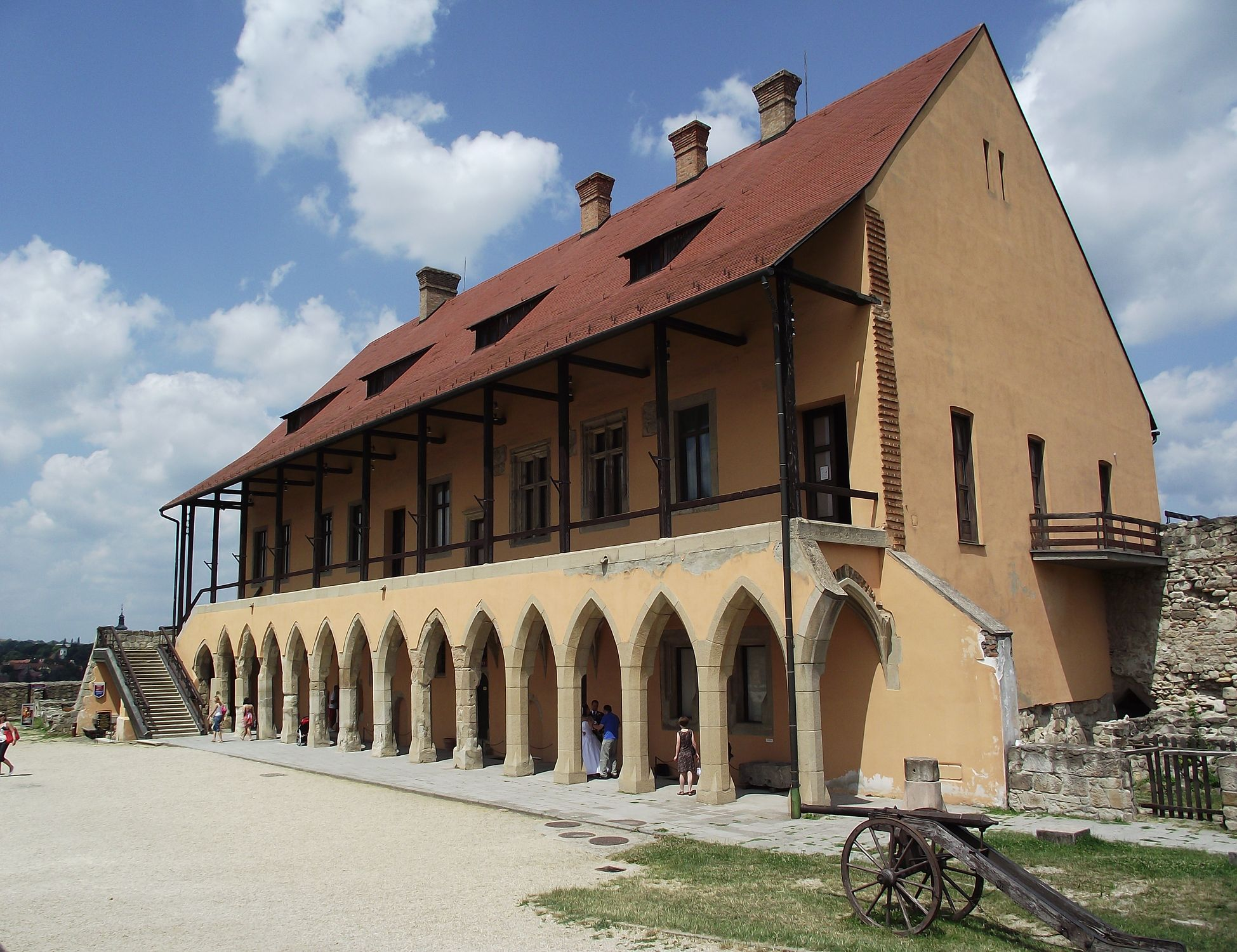
Єпископський палац
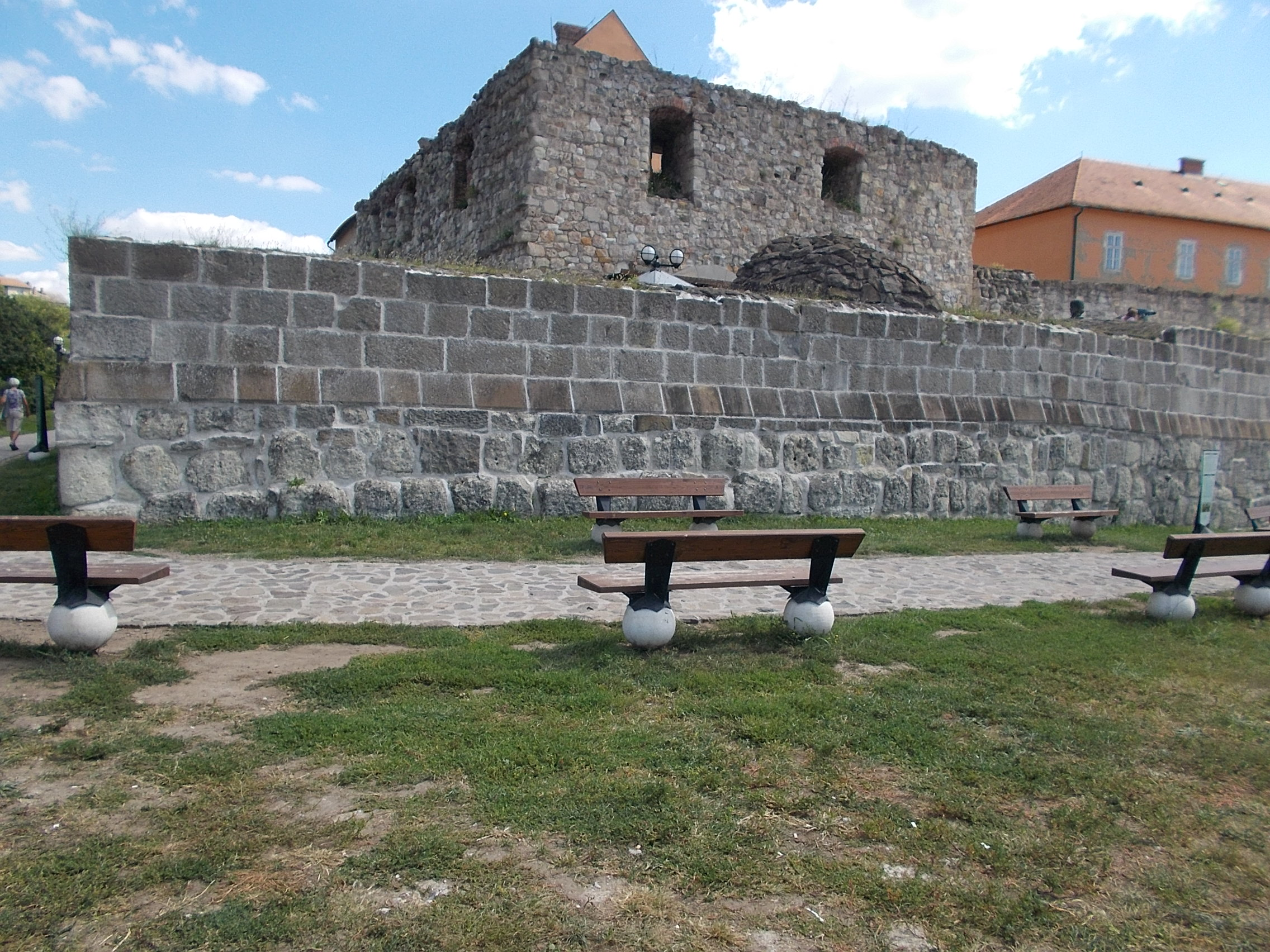
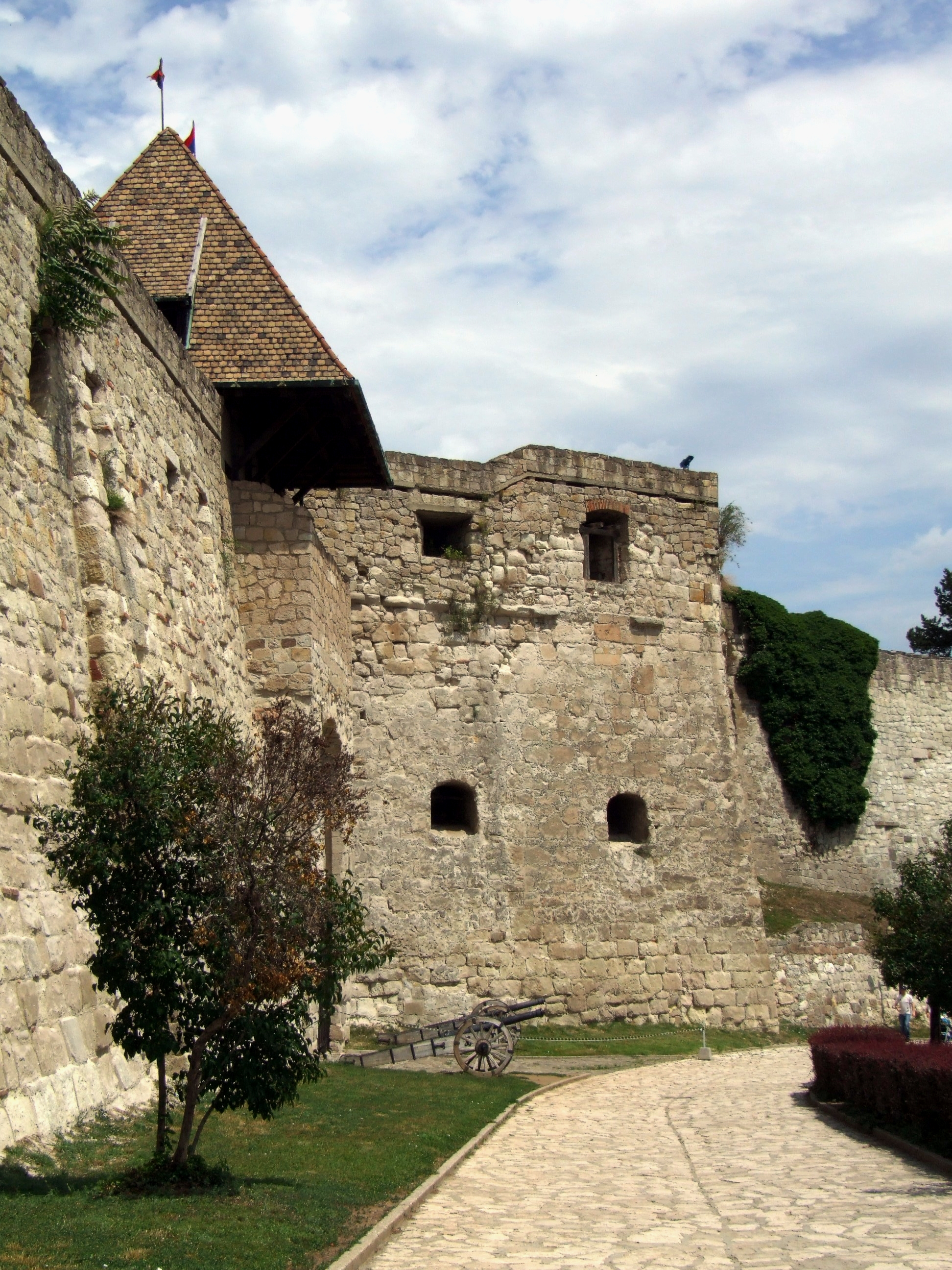
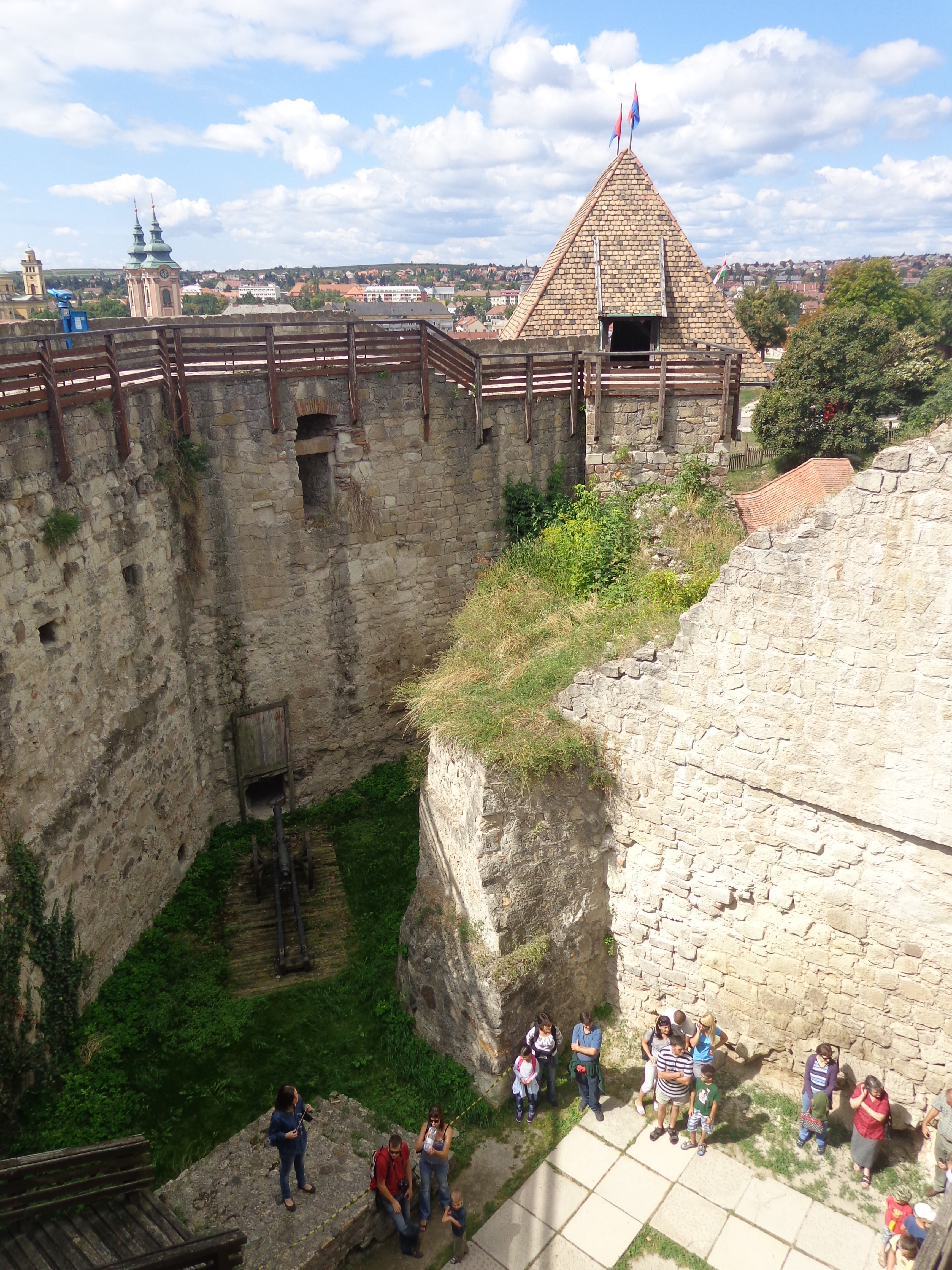
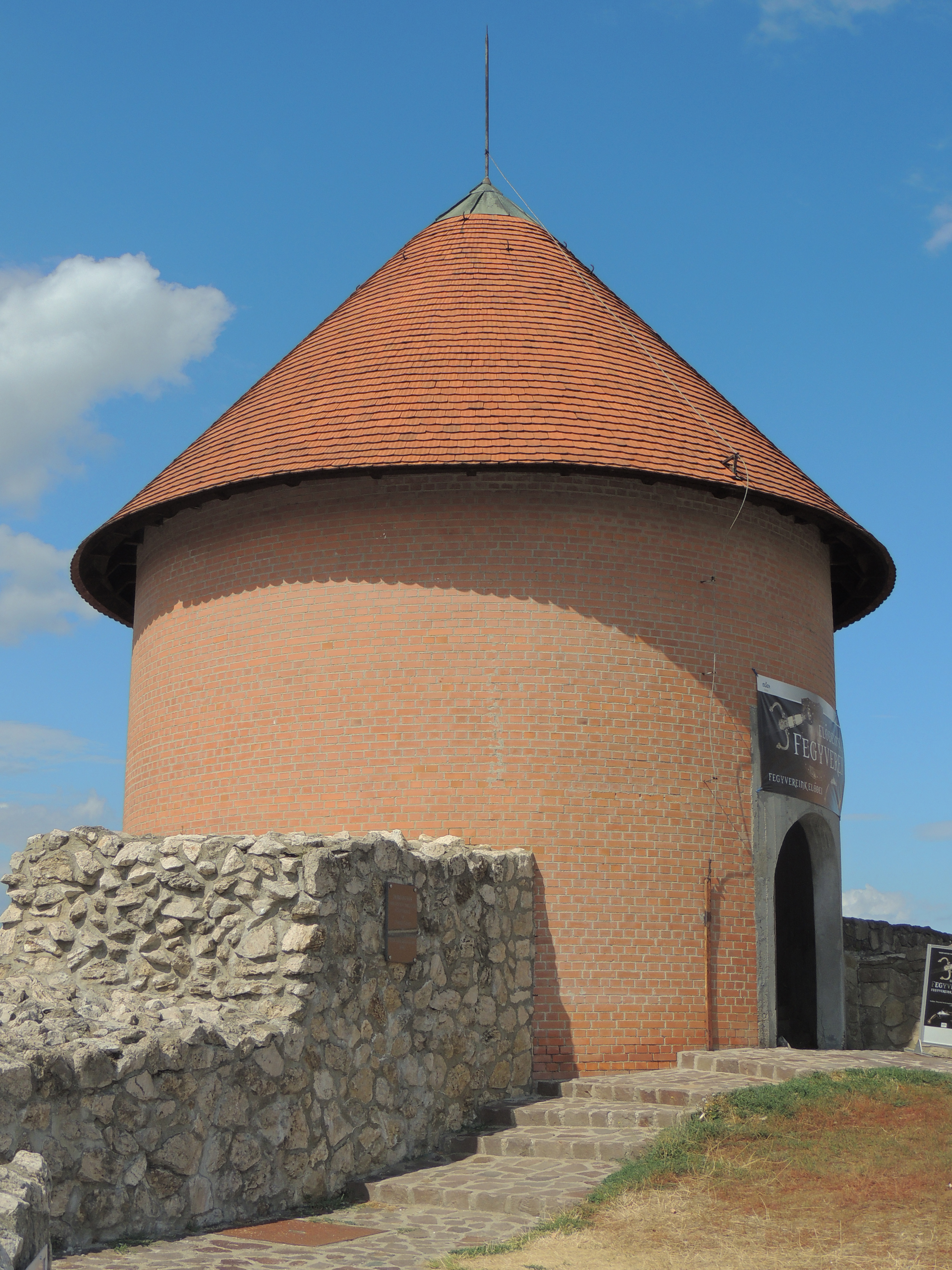